# Egarán
Egarán (en árabe: إغران‎, en lenguas bereberes: ⵉⵖⵔⴰⵏ, en francés: Ighran) es una localidad marroquí perteneciente al municipio de Tamorot, en la región de Tánger-Tetuán-Alhucemas. Desde 1912 hasta 1956 perteneció a la zona norte del Protectorado español de Marruecos.